# Jégvarázs 2.
A Jégvarázs 2. (eredeti cím: Frozen 2) 2019-ben bemutatott amerikai 3D-s számítógépes animációs film, amely a 2013-as Jégvarázs folytatása, a Walt Disney Animation Studios 58. filmje. Az animációs játékfilm rendezői Chris Buck és Jennifer Lee, producere Peter Del Vecho. A forgatókönyvet Allison Schroeder és Jennifer Lee írta, a zenéjét Christophe Beck szerezte. A mozifilm a Walt Disney Pictures és a Walt Disney Animation Studios gyártásában készült, a Walt Disney Studios Motion Pictures forgalmazásában jelent meg. Műfaja zenés fantasyfilm.
A Jégvarázs 2. világpremierjét a hollywoodi Dolby Színházban tartották 2019. november 7-én. Az Egyesült Államokban 2019. november 22-én, Magyarországon egy nappal korábban, 2019. november 21-én mutatták be a mozikban, a Fórum Hungary forgalmazásában.

## Cselekmény
|  | Alább a cselekmény részletei következnek! |

Arendelle királya, Agnarr király elmesél a kislányainak egy történetet arról, hogy az édesapja, Runeard király hogyan kötött békét a királysággal szomszédos népcsoporttal, a Northuldrákkal, mely során építtetett egy gátat a folyóra, mely körbevette a Northuldrák otthonát, az Elvarázsolt Erdőt. Amikor azonban egy ismeretlen indok háborút szított a két nép között, Runeard meghalt, az erdőt védelmező természeti szellemek pedig egy mitikus köddel borították be az erdőt, amely azóta senkit nem engedett se ki, se be. Agnarr az egyetlen, aki meg tudott menekülni, azonban ő maga nem emlékszik rá, ez hogyan történt.
A király halála után idősebbek lánya, Elza követi őt a trónon, aki immáron uralkodásának harmadik évébe lép. Elza boldog jelenlegi életével, csakhogy nyugodt mindennapjai véget érni látszanak, amikor egy különös hangot kezd hallani a fejében. Úgy érzi, ennek valami köze lehet a varázserejéhez. Amikor megpróbál válaszolni rá, véletlenül felébreszti az Elvarázsolt Erdő szellemeit (amelyeket egyébként a négy elem – föld, tűz, víz, és levegő – alkot), a királyságra pusztító erők csapnak le, amelyek mindenkit a város azonnali elhagyására kényszerít. Elza és húga, Anna a trollok királyához fordul tanácsért, aki szerint „a múlt hibáit helyre kell tenni”, csak így hozható vissza a béke Arendelle-be. Elza vállalja, hogy elindul az Elvarázsolt Erdőbe, ahonnan a hangot hallja, és fényt derít a dolgok hátterére. Útjára vele tart Anna, annak barátja, Kristoff, Olaf, a barátságos hóember, és Sven, Kristoff rénszarvasa.
Az Elvarázsolt Erdő bűvös köde megnyílik Elza érintésére, és mind az ötüket beengedi az erdőbe. Az erdőben kapcsolatba kerülnek a szélszellemmel, egy tornádó formájában, amelyet Elzának a varázserejével sikerül lecsillapítania. A tornádó képeket elevenít meg a testvérek múltjából, melyből kiderül, hogy édesanyjuk, Iduna királynő valójában a Northuldra-törzsből származott, és ő mentette meg annak idején Agnarr király életét. Hamarosan találkoznak a Northuldra-törzzsel, illetve arendelle-i katonákkal, akik évtizedek óta az erdő fogságába estek, és azóta is harcban állnak a Northuldrákkal. A találkozást a tűzszellem felbukkanása és támadása árnyékolja be. Elzának sikerül jégvarázzsal ártalmatlanítania, ami egyaránt lenyűgözi a Northuldrákat és a katonákat is. A lecsillapított szellem felveszi egy játékos, apró szalamandra alakját, amivel Elza nagyon hamar barátságot köt. Szeretné egyedül folytatni az útját a titokzatos hang irányába, de Anna ragaszkodik hozzá, hogy vele tartson, főleg, miután találkoznak a félelmetes földszellemmel, aki monstrum nagyságú kőóriások formájában járja az erdőt, és eltapos mindent, ami az útjába kerül. A testvérek elhatározzák, hogy másnap folytatják az utat, amikor már biztonságos. Az erdőlakók ezalatt mindannyiukat vendégül látják. Anna összebarátkozik a katonák vezetőjével, Mattias hadnaggyal, Kristoff szoros barátságot köt egy Ryder nevű, szintén rénszarvasimádó fiúval, míg Elza a Northuldrák vezérével, Jelenával kerül szorosabb kapcsolatba. Tőle tudja meg, hogy a legenda szerint van egy ötödik szellem, ami hidat képez az emberek és a természet erői között. Elza biztos benne, hogy ez a szellem hívogatja őt.
A két testvér, Olaffal kiegészülve, folytatja útját észak felé, míg Kristoff és Sven a törzzsel marad. Rátalálnak arra a hajóroncsra, amelyben egykor a szüleik odavesztek a tengeren, és egy régi térképből kiderítik, hogy a király és a királynő úti célja Ahtohallan volt, egy legendás folyó, amely a múlt minden rejtélyére választ adhat, és amelyet ők azért kerestek, hogy megtudják, honnan ered Elza varázsereje. Elza, bár sokkolja a feltételezés, hogy ő a felelős a szülei haláláért, úgy érzi, neki is meg kell találnia azt a folyót, ezért Annát és Olafot hátrahagyva, egymaga vág neki a veszélyes útnak. Találkozik és sikeresen legyőzi a Nøkk nevű víziszellemet, amely olyan ló formájában jelenik meg, amely Ahtohallan vízét őrzi, és képes a vízen futni. A szellem elvezeti őt egy hatalmas gleccserhez, amelynek belsejébe lépve Elza rájön, hogy a hang, amely hívogatta őt, mindvégig az édesanyjáé volt. Iduana önzetlen cselekedete, amiért megmentette Agnarrt, azt eredményezte, hogy az Elvarázsolt Erdő szellemei megáldották elsőszülött gyermekét egy különleges erővel, mellyel a birtokában kapcsolatot létesíthet az emberek és a természet között. Elza tehát ráébred, hogy ő maga az ötödik szellem.
Ahtohallan vízében egyúttal feltárul a családjuk sötét múltja is: Runeard király valójában félt a Northuldrák szoros kapcsolatától az erdő szellemivel, ezért a gátat arra szánta, hogy elszakítsa őket a természetes forrásaiktól. Továbbá ő maga robbantotta ki a két nép közötti háborút azzal, hogy megölte a Northuldrák egykori vezetőjét. Elza elküldi ezt az információt Annának, mielőtt jéggé fagy, annak következtében, hogy Ahtohallan legmélyebb, legveszélyesebb részébe merészkedett. Emiatt Olaf is elveszti életerejét, és hópelyhekre bomlik szét.
Anna arra következtet, hogy ahhoz, hogy békét teremtsenek a két nép között, a gátat el kell pusztítani. A kőóriások feldühítésével, illetve az arendelle-i katonák utólagos segítségével, a gát átszakad, és hatalmas szökőár zúdul Arendelle irányába. Amikor már mindenki biztos benne, hogy a királyság odavész majd az áradatban, a szellemek által időközben kiolvasztott Elza visszatér, és az erejével az utolsó pillanatban megállítja az áradatot. Arendelle megmenekül.
A béke helyreállásával, a mágikus köd felszáll az Elvarázsolt Erdőről, így a lakosok oly sok év után végre kiszabadulhatnak. Elza újra találkozik Annával, és Olafot is életre kelti. A két testvér közösen megegyezik, hogy mostantól együtt kell vezetniük a két népet, így Elza az Elvarázsolt Erdő védelmezőjévé válik, míg Anna lesz Arendelle új királynője, és összeházasodik Kristoffal. Továbbra is gyakran találkoznak egymással, miközben mindketten beteljesítik a végzetüket, és közelebb hozzák egymáshoz az embereket és a természetet.
|  | Itt a vége a cselekmény részletezésének! |

## Szereplők
| Szereplő               | Eredeti hang                                        | Magyar hang                            | Leírás |
| ---------------------- | --------------------------------------------------- | -------------------------------------- | --- |
| Elza                   | Idina Menzel                                        | Farkasházi Réka Füredi Nikolett (ének) | Arendelle királynője, Anna nővére, aki különös varázserővel rendelkezik.                                      |
| Elza                   | Mattea Conforti (gyerek) Eva Bella (gyerek)         | Papucsek Zsuzsanna                     | Arendelle királynője, Anna nővére, aki különös varázserővel rendelkezik.                                      |
| Anna                   | Kristen Bell                                        | Vágó Bernadett                         | Arendelle hercegnője, Elza húga, Kristoff barátnője.                                                          |
| Anna                   | Hadley Gannaway (gyerek) Libby Stubenrauch (gyerek) | Majer Jázmin                           | Arendelle hercegnője, Elza húga, Kristoff barátnője.                                                          |
| Kristoff               | Jonathan Groff                                      | Magyar Bálint                          | Királyi jégszállító, Anna hercegnő barátja.                                                                   |
| Olaf                   | Josh Gad                                            | Seder Gábor                            | Érzelgős hóember, akit Elza varázslata hozott létre.                                                          |
| Destin Mattias hadnagy | Sterling K. Brown                                   | Tokaji Csaba                           | Arendelle-i katonák egy csoportjának vezetője, akik évek óta csapdában élnek az Elvarázsolt Erdőben.          |
| Iduna királynő         | Evan Rachel Wood                                    | Györfi Anna                            | Elza és Anna édesanyja.                                                                                       |
| Iduna királynő         | Delaney Rose Stein (gyerek)                         | Pekár Adrienn                          | Elza és Anna édesanyja.                                                                                       |
| Agnarr király          | Alfred Molina                                       | Rosta Sándor                           | Elza és Anna édesapja.                                                                                        |
| Agnarr király          | Jackson Stein (gyerek)                              | Baráth István                          | Elza és Anna édesapja.                                                                                        |
| Jelana                 | Martha Plimpton                                     | Zsurzs Kati                            | Az Elvarázsolt Erdőben élő Northuldra-törzs vezetője.                                                         |
| Ryder                  | Jason Ritter                                        | Czető Roland                           | A Northuldra-törzs egyik tagja, aki ugyanúgy bolondul a rénszarvasokért, mint Kristoff.                       |
| Honeymaren             | Rachel Matthews                                     | Csuha Borbála                          | A Northuldra-törzs tagja, Ryder testvére, egy merész és bátor nő, aki békét akar hozni az Elvarázsolt Erdőbe. |
| Runeard király         | Jeremy Sisto                                        | Vass Gábor                             | Agnarr király néhai édesapja, Elza és Anna nagyapja.                                                          |
| Troll papa, Pabbie     | Ciarán Hinds                                        | Horányi László                         | A trollok bölcs uralkodója.                                                                                   |
| Bulda                  | Maia Wilson                                         | Náray Erika                            | Egy gondoskodó női troll, Kristoff örökbefogadó anyukája.                                                     |
| Hans                   | Santino Fontana                                     | Pál Tamás                              | Anna gonosz ex-barátja, csupán egy flashback-jelenetben szerepel.                                             |

## Háttér és forgatás

### Előzmények
Amikor 2014 márciusában Peter Del Vecho producert a Jégvarázs folytatásáról kérdezték azt mondta, hogy Chris Buck, Jennifer Lee és ő „nagyon-nagyon jól együtt tudnak dolgozni”, és bár valószínűnek tartja a további közös munkát, nem tudja annak mikor jön el az ideje. Április végén a Walt Disney Animation Studios elnöke, Alan F. Horn elmondta, hogy nem igazán beszélgettek egy lehetséges folytatásáról, mert a stúdiónak abban az időben a Broadway című musical jelentette a prioritást, és a projekt teljesen lefoglalta Robert Lopezt és Kristen Anderson-Lopezt.
Amikor 2014 májusában egy folytatástól kérdezték, Bob Iger, a Disney vezérigazgatója elmondta, hogy ők nem akarják mindenáron folytatni a történetet, mert annak megvan az a veszélye, hogy az semmilyen szinten nem éri el az első rész sikereit. Iger kifejezte abbéli reményét is, hogy a Jégvarázs franchise-zal valamiféle olyan maradandó dolgot alkottak egy korosztálynak, mint annak idején Az oroszlánkirállyal és az ahhoz fűződő folytatásokkal, sorozatokkal.
2015. március 12-én, a Disney San Franciscó-i részvényesi közgyűlésén Iger, Lasseter és az Olaf hangját adó Josh Gad bejelentették, hogy a Disney engedélyezte a Jégvarázs második részének elkészítését, amelynek Buck és Lee lesznek és Del Vecho a producere, hasonlóan az első részhez. Lasseter úgy nyilatkozott, hogy a Jégvarázs 2. esetében a rendezők „[…]nagyszerű ötlettel álltak elő a folytatással kapcsolatban[..] és visszarepítik a nézőket Arendelle-be”. A Los Angeles Times szerint „jelentős belső vita” folyt a Disney vezetői között arról, hogy folytatni kell-e a filmet, de a példátlan siker ösztönzőleg hatott a stúdióra is.
Gad szeptember 28-án bejelentette, hogy szerepelni fog a Buck, Lee, Del Vecho és Lasseter által készített folytatásban is.
Jonathan Groff, aki Kristoff hangját adta, 2017 júliusában úgy nyilatkozott, hogy nem tud sokat a készülő második részről, kivéve hogy hamarosan elkezdi felvenni a jeleneteit. Október 11-én a Lorraine című televíziós talkshowban elmondta, hogy az előző hónapban kezdte a munkálatokat.
2017 októberében a CinemaBlenddel készített interjújában Bell elmondta, hogy lesz néhány új karakter is a történetben.
2018 márciusában Lee egy interjúban elmondta, hogy a hat vázlatot készített a lehetséges forgatókönyvhöz.
2018 júliusában bejelentették, hogy Evan Rachel Wood és Sterling K. Brown is tárgyalásokat folytatott egy még nyilvánosságra nem hozott szerep lehetősége miatt.
2018 augusztusában Allison Schroeder, a A számolás joga és a Barátom, Róbert Gida című filmek forgatókönyvírója is csatlakozik a stábhoz, hogy segítse Lee-t a film forgatókönyvének megírásában. A film befejezett jeleneteinek első bemutatását 2019 júniusában a Nemzetközi Animációs Filmfesztiválon mutatták be.
A 2019-es D23 Expo rendezvényen a rendezők azt mondták, hogy a folytatás megválaszolja az első rész által nyitottan hagyott kérdéseit, így például: „Miért van Elzának varázslatos hatalma?”, „Miért született Anna varázserő nélkül?”, „Hová mentek a szüleik, amikor a hajójuk elsüllyedt?” Bejelentették, hogy Brown szerepe szerint egy katona hangját kölcsönzi majd, aki Arendelle hadseregében, Elza nagyapjának, Runeard királynak a szolgálatában állt, míg Wood Elza és Anna édesanyjának, Iduna királynőnek fogja kölcsönözni a hangját, akinek az első részben csupán egy-két sora volt, amit a rendező, Jennifer Lee szolgáltatott. Wood úgy nyilatkozott, hogy karakterét visszatekintéssel mutatják be, és ez segít „felfedezni néhány múltbéli rejtélyt”.
A film sajtóbemutatóján Lee elmondta, hogy a folytatás nem kapcsolódik az Egyszer volt, hol nem volt amerikai televíziós sorozat Jégvarázshoz köthető elemeihez.

## Filmzene
A film zenéjét az első epizódhoz hasonlóan Kristen Anderson-Lopez és Robert Lopez írta, valamint Christophe Beck komponálta.

## Betétdalok
| Magyar                   | Magyar                                                      | Angol                    | Angol                                                |
| Dal                      | Előadó                                                      | Dal                      | Előadó                                               |
| ------------------------ | ----------------------------------------------------------- | ------------------------ | ---------------------------------------------------- |
| Túl az ábránd mezsgyéjén | Györfi Anna                                                 | All Is Found             | Evan Rachel Wood                                     |
| Sorsunk szerencsés       | Vágó Bernadett, Seder Gábor, Magyar Bálint, Füredi Nikolett | Some Things Never Change | Kristen Bell, Josh Gad, Jonathan Groff, Idina Menzel |
| Messze hívó szó          | Füredi Nikolett AURORA                                      | Into the Unknown         | Idina Menzel AURORA                                  |
| Érett fejjel             | Seder Gábor                                                 | When I Am Older          | Josh Gad                                             |
| Elvesztem már            | Magyar Bálint                                               | Lost in the Woods        | Jonathan Groff                                       |
| Tárulj fel               | Füredi Nikolett Györfi Anna                                 | Show Yourself            | Idina Menzel Evan Rachel Wood                        |
| Más út nincs             | Vágó Bernadett                                              | The Next Right Thing     | Kristen Bell                                         |

## Televíziós megjelenések
- HBO
- RTL Klub

## Forgalomba hozatal
A Jégvarázs 2. világpremierjét a hollywoodi Dolby Színházban tartották 2019. november 7-én. A Walt Disney Studios Motion Pictures az észak-amerikai mozikban november 22-én mutatta be a filmet, az eredetileg tervezett november 27-ei dátumnál öt nappal korábban. Ausztráliában és Új-Zélandon 2019. november 28-án, Magyarországon november 21-én kezdték vetíteni.
Az első rész amerikai és nemzetközi sikerére tekintettel egy komplett albumot adtak ki, amely tartalmazza többek közt a Legyen hó (Let It Go) című betétdal összes hivatalos verzióját.
2019. április 11-én bejelentették, hogy a Disney+ szolgáltatón elérhető lesz egy kapcsolódó tartalom Into the Unknown: Making Frozen 2. (Az ismeretlenbe: Jégvarázs 2.) címmel.

### Marketing
A Disney 2019. február 13-án adta ki a film első előzetesét, amit az első 24 órában 116,4 millió alkalommal néztek meg, és ezzel az adott időszakban a második legnézettebb animációs film-előzetes lett, meghaladva a A Hihetetlen család 2. rekordját (113,6 millió megtekintés). A második trailert az American Broadcasting Company Good Morning America című reggeli showjában, 2019. június 11-én mutatták be. A harmadik előzetes ugyanebben a műsorban debütált 2019. szeptember 23-án. A negyedik előzetest a Disney UK adta ki október 14-én. Az Iceland brit szupermarkethálózat a filmet a 2019. évi karácsonyi hirdetése részeként népszerűsítette, valamint a Walt Disney Animation Studios készített egy új és exkluzív kisfilmet, amelyben Olaf és Elsa kedvenc karácsonyi tárgyait és emlékeit mutatja be.

## Fogadtatás

### Bevételek
A filmet az Egyesült Államokban és Kanadában az Egy kivételes barát és a 21 Bridges című filmekkel mutatják be egy hétvégén, a készítők a nyitóhétvégére 100 millió dolláros bevétellel kalkuláltak.

## További információ
- Hivatalos oldal
- Jégvarázs 2. a Facebookon
- Jégvarázs 2. a PORT.hu-n (magyarul)
- Jégvarázs 2. az Internet Movie Database-ben (angolul)
- Jégvarázs 2. a Rotten Tomatoeson (angolul)
- Jégvarázs 2. a Box Office Mojón (angolul)